# Wrona długodzioba
Wrona długodzioba (Corvus validus) – gatunek średniej wielkości ptaka z rodziny krukowatych (Corvidae). Osiadły. Występuje wyłącznie w obrębie Moluków (wschodnia Indonezja). Nie wyróżnia się podgatunków.

## Charakterystyka

### Wymiary i masa ciała
Ciało: 46–53 cm
Skrzydło: 34,5–36,5 cm
Ogon: 17,0–18,3 cm
Skok: 5,2–6,4 cm
Dziób: 8,0–8,5 cm
Masa: ok. 300 g

### Wygląd zewnętrzny
Samce średnio większe od samic. Upierzenie czarne, błyszczące. Na głowie pióra szaroniebieskawe, na szyi zielonkawe, a na spodzie skrzydeł i w górnych częściach ciała z fioletowym zabarwieniem. Upierzenie w dolnych partiach o mniej intensywnie czarnym kolorze, z piórami o delikatnie zielonych brzegach. Skrzydła szerokie i długie. Ogon średniej długości. Dziób o czarnej barwie, długi, zwężający się ku końcowi, z górną częścią podstawy częściowo zakrytą piórami. Tęczówka oka jasna, białoniebieska. Nogi czarne. U osobników młodocianych mniej intensywny odcień czerni na upierzeniu.

## Występowanie

### Środowisko
Zamieszkuje tereny leśne, szczególnie niepoddane modyfikacjom ze strony człowieka.

### Zasięg występowania
Występuje na wyspach Morotai, Halmahera, Bacan, Kayoa i Kasiruta (północna część Wysp Korzennych). Podawano też, że występuje na wyspie Obi, ale badania w terenie w 2012 roku nie wykazały jego obecności, a przepytywani mieszkańcy wyspy twierdzili, że nie znają tego ptaka.

## Tryb życia i zachowanie
Najczęściej przebywa w górnych partiach drzew. Spotykana zazwyczaj w parach lub rodzinnych stadach.

### Głos
Opisywany jako głośne, szybkie i szorstkie cruk...cruk...cruk.

## Status
Międzynarodowa Unia Ochrony Przyrody (IUCN) od 2024 roku klasyfikuje wronę długodziobą jako gatunek najmniejszej troski (LC, Least Concern); wcześniej, od 2014 roku uznawano ją za gatunek bliski zagrożenia (NT, Near Threatened), a od 1988 roku za gatunek najmniejszej troski. Liczebność populacji nie została oszacowana, ale ptak ten jest dość liczny w lasach na wyspie Halmahera. Trend liczebności populacji oceniany jest jako spadkowy ze względu na utratę siedlisk.